# ここにいるぜぇ!
『ここにいるぜぇ!』は、モーニング娘。16枚目のシングル。2002年10月30日に発売された。

## 概要
後藤真希卒業後初シングル。2作ぶりにオリコンチャート1位を獲得した。封入特典はステッカー（SUPER SPECIAL LIMITED STIKER）。

## 収録曲
全作詞・作曲：つんく
1. ここにいるぜぇ!
編曲：鈴木Daichi秀行、ストリングスアレンジ：弦一徹
  - タカラ「e-kara ヘッドセット」のテレビCMソングとしても使用された。
2. 純LOVER
編曲：高橋諭一
3. ここにいるぜぇ! (Instrumental)

## 参加メンバー
- 1期：飯田圭織、安倍なつみ
- 2期：保田圭、矢口真里
- 4期：石川梨華、吉澤ひとみ、辻希美、加護亜依
- 5期：高橋愛、紺野あさ美、小川麻琴、新垣里沙

## 参加ミュージシャン
- 鈴木Daichi秀行 - ギター&プログラミング(1)
- 村石雅行 - ドラム(1)
- 種子田健 - ベース(1,2)
- 弦一徹 - ストリング(1)
- 平田直樹（THE THRILL） - トランペット(1)
- 増井朗人 - トロンボーン(1)
- YUKARIE（THE THRILL） - サックス(1)
- つんく♂ - コーラス(1)
- モーニング娘。 - バックグランドヴォーカル(1)、コーラス(2)
- スタッフ全員 - バックグランドヴォーカル(1)
- 高橋諭一 - ギター&プログラミング(2)

## カバー
ここにいるぜぇ！
- つんく♂ - 2004年2月18日発売のアルバム『TAKE1』にてセルフカバー。
- アテナ（唄：辻希美） - 2007年5月16日発売のシングル『ここにいるぜぇ！』に収録。
- ピンキーポップヘップバーン - 2019年11月27日発売（先行配信11月2日）のアルバム『IMAGINATION vol.2』に収録。

## アテナ（唄：辻希美）のシングル
『ここにいるぜぇ!』は、アテナ（唄：辻希美）の1枚目のシングル。テレビアニメ『ロビーとケロビー』オープニングテーマ。

### 収録曲（アテナ（唄：辻希美）盤）
全作詞・作曲：つんく
1. ここにいるぜぇ!
編曲：鈴木Daichi秀行、ストリングスアレンジ：弦一徹
  - 原曲から一部歌詞が変更され、リアレンジされている[3]。
2. HAPPY MY FRIEND
編曲：AKIRA
3. ここにいるぜぇ! (Instrumental)